# Michalis Morfis
Michalis Morfis (gr. Μιχάλης Μορφής, ur. 15 stycznia 1979 w Nikozji) – cypryjski piłkarz grający na pozycji bramkarza.

## Kariera klubowa
Karierę piłkarską Morfis rozpoczął w klubie z rodzinnej Nikozji o nazwie APOEL Nikozja. W sezonie 1997/1998 zadebiutował w jego barwach w pierwszej lidze cypryjskiej, jednak przez pierwsze trzy lata był rezerwowym bramkarzem dla Androsa Petridesa. W 1999 roku zdobył z APOEL-em Puchar Cypru. W sezonie 2000/2001 stał się podstawowym zawodnikiem APOEL-u i w 2002 roku został z nim mistrzem kraju, po raz pierwszy w karierze. W 2004, 2007 i 2009 roku wywalczył kolejne trzy tytuły mistrza kraju, a w 2006 i 2008 roku - dwa Puchary Cypru. W swojej karierze oprócz wywalczenia tytułów mistrzowskich i pucharów kraju zdobył także pięć Superpucharów Cypru w latach 1996, 1999, 2002, 2004 i 2008. Od lata 2007 jest rezerwowym golkiperem w APOEL-u - w sezonie 2007/2008 był dublerem Macedończyka Jane Nikołowskiego, a od sezonu 2008/2009 był zastępcą Greka Dionisisa Chiotisa.
W 2010 roku Morfis odszedł z APOEL-u i został zawodnikiem drugoligowego PAEEK Kerynias. Jesienią 2012 występował w Anagennisi Deryneia. Z kolei na początku 2013 roku został zawodnikiem Doxy Katokopia. W 2016 zakończył karierę.
| Sezon   | Klub                | Kraj | Rozgrywki  | Mecze | Bramki |
| ------- | ------------------- | ---- | ---------- | ----- | ------ |
| 1997/98 | APOEL Nikozja       | Cypr | Division A | 3     | 0      |
| 1998/99 | APOEL Nikozja       | Cypr | Division A | 4     | 0      |
| 1999/00 | APOEL Nikozja       | Cypr | Division A | 2     | 0      |
| 2000/01 | APOEL Nikozja       | Cypr | Division A | 24    | 0      |
| 2001/02 | APOEL Nikozja       | Cypr | Division A | 25    | 0      |
| 2002/03 | APOEL Nikozja       | Cypr | Division A | 24    | 0      |
| 2003/04 | APOEL Nikozja       | Cypr | Division A | 26    | 0      |
| 2004/05 | APOEL Nikozja       | Cypr | Division A | 25    | 0      |
| 2005/06 | APOEL Nikozja       | Cypr | Division A | 25    | 0      |
| 2006/07 | APOEL Nikozja       | Cypr | Division A | 25    | 0      |
| 2007/08 | APOEL Nikozja       | Cypr | Division A | 10    | 0      |
| 2008/09 | APOEL Nikozja       | Cypr | Division A | 4     | 0      |
| 2009/10 | APOEL Nikozja       | Cypr | Division A | 1     | 0      |
| 2010/11 | PAEEK Kerynias      | Cypr | Division B | 24    | 0      |
| 2011/12 | PAEEK Kerynias      | Cypr | Division B | 26    | 0      |
| 2012/13 | Anagennisi Deryneia | Cypr | Division B | 8     | 0      |
| 2012/13 | Doxa Katokopia      | Cypr | Division A | 4     | 0      |
| 2013/14 | Doxa Katokopia      | Cypr | Division A | 12    | 0      |
| 2014/15 | Doxa Katokopia      | Cypr | Division A | 1     | 0      |
| 2015/16 | Doxa Katokopia      | Cypr | Division A | 1     | 0      |

## Kariera reprezentacyjna
W reprezentacji Cypru Morfis zadebiutował 25 kwietnia 2001 roku w przegranym 0:4 meczu kwalifikacji do MŚ 2002. W barwach kadry narodowej występował także w eliminacjach do MŚ 2006, Euro 2008, a obecnie jest członkiem drużyny grającej w kwalifikacjach do MŚ 2010 i rezerwowym bramkarzem dla Antonisa Georgallidesa.